# Ian Brown
 (février 2021).
Ian George Brown, né le 20 février 1963 à Warrington (Angleterre), est un chanteur et musicien britannique. Chanteur du groupe rock The Stone Roses, en activité de 1984 à 1996, il a poursuivi depuis la fin du groupe une carrière solo et a sorti plusieurs albums rencontrant un certain écho.
Méconnu en France, il fait pourtant figure outre-Manche de légende du rock alternatif et de personnalité publique, par les disques et le groupe culte auxquels il est associé, son charisme scénique et plus généralement sa personnalité. Il a inspiré de manière déterminante le groupe Oasis, notamment son chanteur Liam Gallagher ; une influence musicale mais aussi sur le style et l'attitude personnelle. Le succès mondial d'Oasis amena d'ailleurs en retour de nombreux fans à Ian Brown et The Stone Roses.

## Biographie

### The Stone Roses
Ian Brown commence sa carrière en 1980 en jouant de la guitare basse dans la bande de John Squire et Simon Wolstencroft. Ils deviennent The Patrol avec Andy Couzens au chant. Peu de temps après, le groupe se sépare, Ian vend sa guitare basse et s'achète un scooter. Il s'installe à Hulme et il écume les soirées all-nighters Northern soul à travers le nord de l'Angleterre dans les années 1980. Pendant cette période, Ian Brown rencontre la légende de la soul Geno Washington, qui lui dit: « Tu devrais être une star ». En 1983, Ian Brown se joint à The Waterfront en tant que cochanteur, groupe qui allait devenir par la suite The Stone Roses.
The Stone Roses est devenu l'un des plus grands groupes de la fin des années 1980 et du début des années 1990, avec leur premier album, The Stone Roses, élu meilleur album britannique de tous les temps en 2004. Le deuxième album, Second Coming, est mal accueilli, et après plusieurs changements, le groupe se sépare en Octobre 1996.
En 2011, après de nombreuses rumeurs, le groupe annonce officiellement lors d'une conférence de presse qu'il se reforme et va donner des concerts au cours de l'année 2012 et que l'enregistrement d'un nouvel album est envisagé.

### Carrière solo
Après une pause au Maroc, Ian Brown se lance d'une carrière solo avec le premier single My Star, qui a été publié au Royaume-Uni le 12 janvier 1998.
En 1998 il collabore au premier album du collectif UNKLE : Psyence Fiction en chantant sur le titre Be There. Collaboration réitérée en 2003 avec sa participation au titre Reign extrait de l'album Never, Never, Land.
Ian Brown publie quatre albums entre 1998 et 2009. Sinead O'Connor l'accompagne sur le single Illegal Attacks extrait de l'album The World is Yours, sorti en 2007. Il se place 16e dans le top des singles anglais.
Son dernier album studio My Way est paru le 28 septembre 2009. 
9 ans après, le titre F.E.A.R est repris par Codemasters pour le jeu vidéo F1 2010. Ce titre est aussi repris par Paul Oakenfold en 2007. Le clip, cette fois-ci, tourne à l'envers. Le titre Happy Ever After est repris par Ubisoft pour le jeu vidéo Prince of Persia : Les sables du temps sorti en 2003, pour le générique de fin du jeu.
Dans le film Harry Potter et le prisonnier d'Azkaban, Ian Brown interprète un sorcier assis dans Le Chaudron Baveur lisant un livre intitulé Une brève histoire du temps.

## Discographie

### Albums
- 1998 : Unfinished Monkey Business
- 1999 : Golden Greats
- 2001 : Music of the Spheres
- 2004 : Solarized
- 2007 : The World Is Yours
- 2009 : My Way
- 2019 : Ripples

### Albums remixés
- 2002 : Remixes of the Spheres

### Compilations
- 2004 : Under the Influence
- 2005 : The Greatest
- 2005 : The Greatest Promos

### Singles
- 1998 : My Star
- 1998 : Corpses in Their Mouths
- 1998 : Can't See Me
- 1999 : Be There
- 1999 : Love Like a Fountain
- 2000 : Dolphins Were Monkeys
- 2000 : Golden Gaze
- 2001 : F.E.A.R.
- 2002 : Whispers
- 2004 : Keep What Ya Got
- 2004 : Reign
- 2005 : Time Is My Everything
- 2005 : All Ablaze
- 2007 : Illegal Attacks avec Sinead O'Connor
- 2007 : Sister Rose
- 2009 : Stellify
- 2009 : Just Like You
- 2018 : First World Problems
- 2023 : Rules